# Life on Grey

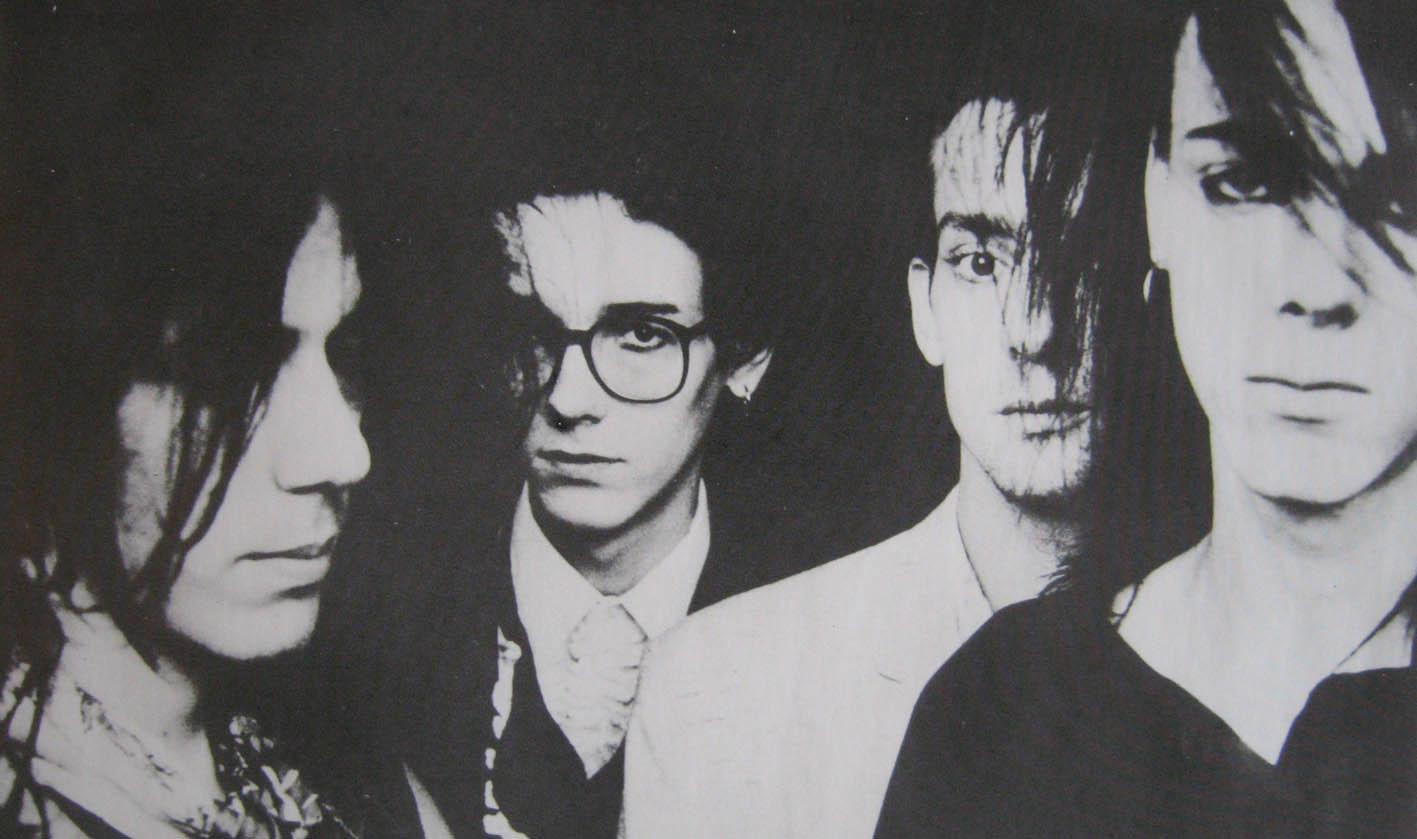
Life on Grey

Life on Grey was een Eindhovense popband, voorloper van Peter Pan Speedrock.

## Ontstaan
Life on Grey wordt in 1984 opgericht door Eddy Stolk, Peter van Elderen en Koen Rijnbeek. Als bassist Hans Fens wordt toegevoegd aan de band is de line-up compleet. Er wordt geëxperimenteerd met verschillende muzikale stijlen en uiteindelijk wordt gekozen voor een mix tussen zware rock met daarover zwaar door de new wave gekenmerkte vocalen.

## Jaren 80
De band begint met optreden en maakt al snel naam binnen het clubcircuit, vooral door veelvuldig door het hele land op te treden. De band groeit door tot een stevig rockensemble. Al in 1987, bassist Erik Rooseboom is vervangen door Bob Muileboom, mag de band meedoen in de finale van de Grote Prijs van Nederland. De band wint niet, maar haalt er wel landelijke bekendheid mee. Hierna begint de band te werken aan hun debuutplaat, Dead Bob, die in 1989 het levenslicht ziet. Opvallend op deze plaat is een cover van Led Zeppelin's Good Times Bad Times. De plaat krijgt aardige recensies en geeft een duidelijk beeld van de band's kunnen, maar is productietechnisch aan de zwakke kant. Daarnaast weet de plaat het live-geluid van de optredens, verzorgd door technicus Erick van Dijk, niet te vangen. Een jaar later verschijnt nog de 7" single Welfare, ook deze plaat brengt niet de beloofde doorbraak.

## Het einde van de band
In de jaren 90 wordt de stijl van Life on Grey langzaamaan steeds harder en schuift het geluid meer naar de jarenzeventigrockstijl. Als een doorbraak uitblijft besluiten de bandleden in 1993 de band op te heffen. Peter van Elderen richt vervolgens met bassist Bob Muileboom de band Peter Pan, het latere Peter Pan Speedrock op en Koen Rijnbeek gaat naar slagwerkgroep Slagerij van Kampen.

## Bezetting
- Eddy Stolk - Zang, gitaar
- Peter van Elderen - gitaar, zang
- Koen Rijnbeek - drums
- Hans Fens - basgitaar (1984-1986)
- Erik Rooseboom - basgitaar (1986-1987)
- Bob Muilboom - basgitaar (1987-1993)

## Discografie

### Albums
| Album met eventuele hitnotering(en) in de Nederlandse Album Top 100 | Datum van verschijnen | Datum van binnenkomst | Hoogste positie | Aantal weken | Opmerkingen |
| ------------------------------------------------------------------- | --------------------- | --------------------- | --------------- | ------------ | ----------- |
| Dead Bob                                                            | 1989                  |                       |                 |              |             |

### Singles
| Single met eventuele hitnotering(en) in de Nederlandse Top 40 | Datum van verschijnen | Datum van binnenkomst | Hoogste positie | Aantal weken | Opmerkingen |
| ------------------------------------------------------------- | --------------------- | --------------------- | --------------- | ------------ | ----------- |
| Welfare                                                       | 1990                  |                       |                 |              |             |